# Чкалово (Гомельский район)
Чкалово (бел. Чка́лава) — деревня в Бобовичском сельсовете Гомельского района Гомельской области Беларуси.

## География
В 15 км на юг от Гомеля.

### Гидрография
На реке Случь-Мильча (приток реки Сож).

## Транспортная система
Транспортная связь по автомобильной дороге соединяющей деревню с автодорогой Калинковичи — Гомель. В деревне 232 жилых дома (2004 год). Планировка состоит из криволинейной, меридиональной направленности, улицы. Параллельно ей на западе проходят 3 короткие улицы. Застройка двухсторонняя, дома деревянные, усадебного типа. В 1987 году построены 50 кирпичных дома, в которые были переселены жители с загрязнённых после катастрофы на Чернобыльской АЭС территорий.

## История
Согласно письменных источников деревня известна с XVIII века как деревня Жеробное в Речицком повете Минского воеводства Великого княжества Литовского. После 1-го раздела Речи Посполитой (1772 год) в составе Российской империи. С 1775 году деревня находилась во владении фельдмаршала графа П.А. Румянцева-Задунайского. С 1834 года владение фельдмаршала графа И.Ф. Паскевича. В 1816 году в Белицкого уезда Могилёвской губернии. В 1848 году в Хоминской экономии Гомельского имения. В 1864 году начало действовать народное училище. В 1897 году хлебозапасный магазин, 2 ветряные мельницы, кузница. В 1908 году в Дятловичской волости Гомельского уезда Могилёвской губернии.
В 1926 году действовали почтовый пункт, начальная школа, лавка. В рядом располагавшемся фольварке создана сельскохозяйственная артель.
С 8 декабря 1926 года по 20 апреля 1939 центр Жеробнинского сельсовета Дятловичского, с 4 августа 1927 года Гомельского районов Гомельского (до 26 июля 1930 года) округа, с 20 февраля 1938 года Гомельской области.
В 1929 году организован колхоз «Батрак». Работали 2 ветряные мельницы и кузница.
Во время Великой Отечественной войны в июле 1943 года был сброшен воздушный десант и в деревне Чкалово ими был разгромлен фашистский гарнизон. В октябре 1943 года оккупанты сожгли в деревне 219 дворов и убили 18 жителей. На фронтах погибли 138 жителей деревни.
В 1948 году начальная школа была преобразована в семилетнюю. В 1959 году в составе колхоза «Дятловичи» с центром в деревне Старые Дятловичи. Размещаются средняя школа, библиотека, клуб, фельдшерско-акушерский пункт, отделение связи, магазин, баня. В 1991 году построено новое, кирпичное, здание школы.
До 31 октября 2006 года центр Дятловичского сельсовета.

## Население

### Численность
- 2004 год — 232 двора, 542 жителя.

### Динамика
- 1811 год — 181 житель.
- 1848 год — 65 дворов.
- 1885 год — 140 дворов, 1001 житель.
- 1897 год — 215 дворов, 1284 жителя (согласно переписи).
- 1908 год — 247 дворов, 1667 жителей.
- 1926 год — 307 дворов, 1609 жителей.
- 1959 год — 1030 житель (согласно переписи).
- 2004 год — 232 двора, 542 жителя.

## Известные уроженцы
- В. В. Ляшкевич — белорусский художник.
- Цукарев, Самуил Ильич — советский военачальник, гвардии генерал-майор.